# Rayan El Azrak
Rayan El Azrak (Amsterdam, 14 juli 1999) is een Marokkaans-Nederlands voetballer die bij voorkeur als middenvelder speelt.

## Carrière
Rayan El Azrak speelde in de jeugd van AVV Zeeburgia, AFC Ajax en vanaf 2016 FC Utrecht waar hij eind 2017 zijn eerste profcontract tekende tot medio 2020, met een optie op verlenging van de verbintenis met één seizoen. Met ingang van het seizoen 2018/19 werd hij toegevoegd aan de selectie van Jong FC Utrecht. Hij maakte er zijn competitiedebuut in de Eerste divisie op 17 augustus 2018, in een met 5-0 verloren uitwedstrijd tegen Go Ahead Eagles. El Azrak begon in de basisopstelling en werd in de 58e minuut vervangen door Mehdi Lehaire. Bij aanvang van zijn tweede profseizoen tekende hij een nieuw contract bij de club uit de Domstad tot medio 2022, met wederom een optie tot verlenging voor een extra jaar. Eind januari 2022 verlengde hij zijn contract met nog eens een jaar FC Utrecht dat hem vervolgens voor de rest van het seizoen verhuurde aan eerstedivisionist VVV-Venlo, waar zijn voormalige ploeggenoten Mitchell van Rooijen en Nick Venema eveneens deel uitmaakten van de selectie. Bij zijn debuut namens VVV was El Azrak direct succesvol: hij scoorde na een solo-actie de 2-0 in een met 4-2 gewonnen thuiswedstrijd tegen FC Dordrecht en werd na afloop uitgeroepen tot 'Man of the Match'. In zijn tweede wedstrijd namens VVV scoorde hij een hattrick tijdens een uitwedstrijd bij MVV Maastricht (0-5). Na zijn huurperiode keerde de middenvelder terug bij FC Utrecht waar hij in de voorbereiding op het seizoen 2022/23 hoopte op een doorbraak naar het eerste elftal. Die kwam er niet. Vanwege het ontbreken van perspectief op speelminuten kwam El Azrak met de club overeen zijn contract voortijdig te laten ontbinden. In oktober 2022 trainde El Azrak mee bij Fortuna Sittard dat na een proefperiode besloot hem geen contract aan te bieden. In februari 2023 tekende de clubloze middenvelder een contract tot aan het einde van het seizoen bij MVV Maastricht. Trainer Maurice Verberne zette hem in mei om disciplinaire redenen uit de selectie, waardoor hij ook in de play-off niet meer in actie zou komen. In de zomer van 2023 tekende El Azrak een tweejarige overeenkomst bij US Triestina. In februari verhuurde de Italiaanse club hem aan Shaanxi Union dat daarbij tevens een optie tot koop bedong.

## Statistieken

#### Beloften
| 2018/19                               | Jong FC Utrecht | Eerste divisie  | 21 | 2 | 21 | 2 |
| 2019/20                               | Jong FC Utrecht | Eerste divisie  | 10 | 1 | 10 | 1 |
| 2020/21                               | Jong FC Utrecht | Eerste divisie  | 1  | 0 | 1  | 0 |
| 2021/22                               | Jong FC Utrecht | Eerste divisie  | 18 | 2 | 18 | 2 |
| Totaal beloften                       | Totaal beloften | Totaal beloften | 50 | 5 | 50 | 5 |
| Bijgewerkt tot en met 26 januari 2022 |                 |                 |    |   |    |   |

#### Senioren
| Seizoen                               | Club            | Competitie      | Competitie | Competitie | Beker | Beker | Overig1 | Overig1 | Totaal | Totaal |
| Seizoen                               | Club            | Competitie      | Wed.       | Dlp.       | Wed.  | Dlp.  | Wed.    | Dlp.    | Wed.   | Dlp.   |
| ------------------------------------- | --------------- | --------------- | ---------- | ---------- | ----- | ----- | ------- | ------- | ------ | ------ |
| 2021/22                               | → VVV-Venlo     | Eerste divisie  | 14         | 4          | 0     | 0     | –       | –       | 14     | 4      |
| 2022/23                               | FC Utrecht      | Eredivisie      | 0          | 0          | 0     | 0     | –       | –       | 0      | 0      |
| 2022/23                               | MVV Maastricht  | Eerste divisie  | 12         | 1          | 0     | 0     | 0       | 0       | 12     | 1      |
| 2023/24                               | US Triestina    | Serie C         | 37         | 3          | –     | –     | 2       | 0       | 39     | 3      |
| 2024/25                               | US Triestina    | Serie C         | 18         | 2          | –     | –     | 1       | 0       | 19     | 2      |
| 2025                                  | Shaanxi Union   | League One      | 0          | 0          | 0     | 0     | –       | –       | 0      | 0      |
| Totaal senioren                       | Totaal senioren | Totaal senioren | 81         | 10         | 0     | 0     | 3       | 0       | 84     | 10     |
| Carrièretotaal                        | Carrièretotaal  | Carrièretotaal  | 131        | 15         | 0     | 0     | 3       | 0       | 134    | 15     |
| Bijgewerkt tot en met 8 februari 2025 |                 |                 |            |            |       |       |         |         |        |        |

1Overige wedstrijden, te weten play-off en Coppa Italia Serie C.